# تويستد ميتال (مسلسل)
تويستد ميتال (بالإنجليزية: Twisted Metal)‏ هو مسلسل تلفزيوني كوميدي أمريكي عن نهاية العالم وما بعدها طوره ريت ريس وبول ويرنيك ومايكل جوناثان سميث. استنادًا إلى لعبة الفيديو القتالية للمركبات التي تحمل الاسم نفسه الذي والتي نشرتها شركة سوني إنتراكتيف إنترتينمنت، المسلسل من بطولة أنتوني ماكي وستيفاني بياتريس وساموا جو وويل آرنيت وتوماس هادن تشورتش.

## طاقم التمثيل

### الرئيسي
- أنتوني ماكي في دور جون دو
- ستيفاني بياتريس في دور كوايت
- ساموا جو بدور سويت توث
- ويل آرنيت بدورسويت توث
- توماس هادن تشورتش بدور الوكيل ستون

## يطلق
تم عرض مسلسل تويستد ميتال لأول مرة على بيكوك في 27 يوليو 2023، مع جميع الحلقات العشر. تم إصداره علي باراماونت+ في كندا وعلى ستان في أستراليا.